# أرسنال موسم 2019–20
كان موسم 2019–20 هو الموسم الثامن والعشرون لـأرسنال في الدوري الإنجليزي الممتاز، وااموسم الرابع والتسعين على التوالي في الدوري الإنجليزي الممتاز والموسم الثالث بعد المائة في الدوري الممتاز بشكل عام.   شارك النادي في الدوري الإنجليزي الممتاز وكأس الاتحاد الإنجليزي وكأس رابطة الأندية الإنجليزية والدوري الأوروبي.
وعلى الرغم من إنهاء الموسم في المركز الثامن وخوض أحد أكثر مواسم اضطراباً في تاريخه الحديث، أنهى أرسنال الموسم بالفوز بكأس الاتحاد الإنجليزي للمرة الرابعة عشرة وهو رقم قياسي.